# Lela Javakhichvili
Lela Javakhichvili est une joueuse d'échecs géorgienne née le 23 avril 1984.
Au 1er avril 2016, Lela Javakhichvili est la numéro trois géorgienne et la 22e joueuse mondiale avec un classement Elo de 2 489.

## Biographie et carrière
Grand maître international féminin depuis 2003, Javakhichvili a le titre de maître international (mixte) depuis 2005. Elle a remporté le championnat de Géorgie féminin à quatre reprises : en 2001 (à dix-sept ans), 2007, 2014 et 2016. 

### Championnats du monde
| Année | Lieu                    | Résultat       | Ultime adversaire         | Adversaires battues                 |
| ----- | ----------------------- | -------------- | ------------------------- | ----------------------------------- |
| 2000  | New Delhi               | premier tour   | Ketino Kachiani-Gersinska |                                     |
| 2004  | Elista                  | premier tour   | Nadejda Kosintseva        |                                     |
| 2006  | Iekaterinbourg, Russie  | deuxième tour  | Subbaraman Vijayalakshmi  | Irina Savina-Tourova                |
| 2008  | Naltchik, Russie        | premier tour   | Claudia Amura             |                                     |
| 2012  | Khanty-Mansiïsk, Russie | troisième tour | Dronavalli Harika         | Anastassia Bodnarouk Kateryna Lagno |
| 2015  | Sotchi                  | troisième tour | Anna Mouzytchouk          | Sopiko Guramishvili, Tan Zhongyi    |
| 2017  | Téhéran                 | premier tour   | Phạm Lê Thảo Nguyên       |                                     |
| 2018  | Khanty-Mansiïsk         | premier tour   | Zhu Jiner                 |                                     |
| 2021  | Sotchi (coupe du monde) | deuxième tour  | Gulnar Mammadova          | (exempte au premier tour)           |

### Compétitions par équipes
Elle a représenté la Géorgie lors de :
- six olympiades féminines, remportant la médaille d'or par équipes en 2006 et la médaille de bronze par équipes en 2008 ;
- cinq championnats du monde par équipes, remportant la médaille d'or par équipes en 2015 et la médaille de bronze par équipes en 2011 ;
- cinq championnats d'Europe par équipes, gagnant une médaille d'argent par équipes (en 2009), deux médailles de bronze par équipes (en 2011 et 2015) et trois médailles d'or individuelles (en 2009, 2013 et 2015)[3].